# Keldung
Keldung ist ein Stadtteil von Münstermaifeld in der Verbandsgemeinde Maifeld im Landkreis Mayen-Koblenz in Rheinland-Pfalz. Bis zum 31. Dezember 1975 war Keldung eine eigenständige Gemeinde.

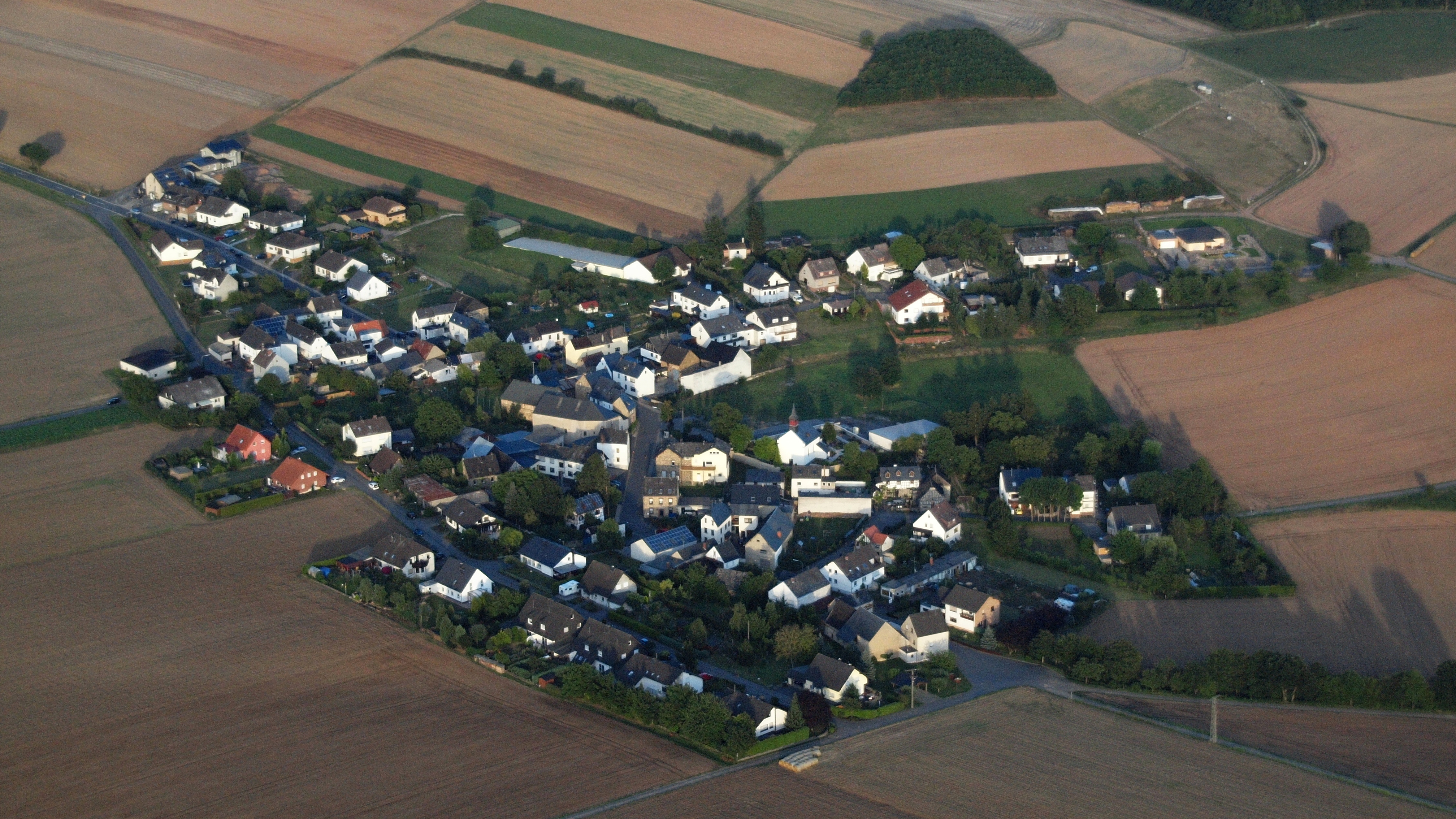
Keldung, Luftaufnahme (2015)

## Geographische Lage
Der Ort liegt etwa vier Kilometer südwestlich der Stadt Münstermaifeld am Rand des Elztals zwischen den Burgen Eltz und Pyrmont auf der Niedermaifelder Terrasse, einer Hochebene zwischen der Terrassenmosel und dem Mittelrhein auf dem sogenannten Maifeld.
Keldung grenzt unmittelbar an zwei Verbandsgemeinden im Landkreis Cochem-Zell. Dies sind die Verbandsgemeinde Cochem (durch die Gemarkung der Ortsgemeinde Treis-Karden) und die Verbandsgemeinde Kaisersesch (durch die Gemarkungen der Ortsgemeinden Brohl und Möntenich).
Das nächstgelegene Oberzentrum ist das rund 30 Kilometer entfernte Koblenz.

## Geschichte

### Wappen
Keldung hatte ab Genehmigung des Ministerium des Innern von Rheinland-Pfalz am 20. Juni 1963 offiziell ein eigenes Wappen, das die Bürger des Stadtteils bis heute weiter als Emblem verwenden. Es zeigt oben in einem schmalen Balken das rote Trierer Kreuz auf weißem bzw. silbernem Grund, darunter rote und weiße bzw. silberne Rauten.
Die Begründung liegt darin, dass Keldung früher zu den sogenannten „sechs trierischen Dörfern“ gehörte und zusammen mit den Orten Rüber, Küttig, Lasserg, Kalt und Gierschnach im Besitz der Herren von Ulmen war.

### Entwicklung der Gemeinde
Kern des wahrscheinlich 1121 unter dem Namen Cheledin (seit 1148 auch Celdnic) erstmals erwähnten Ortes ist das Unterdorf unterhalb der dem heiligen Stephanus geweihten Kapelle.
Im Jahr 1589 wird erstmals St Stephanus genannt, für 1634 ist eine Stephanuskapelle nachgewiesen. Im 17. Jahrhundert gehörte die Kapelle zur Pfarrei Münstermaifeld. Im Jahr 1707 erhielt das Gebäude einen neuen Chor sowie einen barocken Altar. Im Zuge der Neuanschaffung einer 238 Pfund schweren Glocke im Jahr 1712 wurde der Turm umgebaut, 1776 wurde der Chor nach Plänen von 1731 verändert.
Nachdem 1830 der Einsturz der alten Kapelle drohte, wurde 1832 das Langhaus nach Planungen von Bauinspektor Nebel erneuert. Die Glocken der Kapelle stammen aus dem Zisterzienserinnenkloster Rosenthal im Pommerbach (Binningen), das im Jahr 1800 aufgelöst wurde.
In der Gemarkung des heute zur Stadt Münstermaifeld gehörenden Dorfes, und zwar in der Pilligerheck auf der anderen Seite der Elz, wurden in den frühen fünfziger Jahren landwirtschaftliche Siedlungsstellen für Heimatvertriebene errichtet. So konnte etlichen Familien eine neue Heimat gegeben werden.

### Münzschatz von Pilligerheck
In der Gemarkung Pilligerheck fand 1956 ein Landwirt beim Pflügen einen jahrhundertelang in der Erde verborgenen Münzschatz, der als karolingischer Münzschatz von Pilligerheck in die Geschichte eingegangen ist. Es sind Silbermünzen, die in der Zeit zwischen 855 und 869 in einem Tongefäß vergraben wurden, und zwar 2103 Denare, drei Halbdenare und 21 nicht näher zu bestimmende Bruchstücke. Möglicherweise wollte ein Händler das Geld vor Plünderung in Sicherheit bringen, in der Hoffnung, es später wiederzufinden. Dass der Schatz erforscht wurde, ist im Wesentlichen dem 2014 verstorbenen Numismatiker Klaus Petry aus Wittlich zu verdanken, der unter anderem herausfand, wo die Münzen geprägt wurden.

## Politik
Der Stadtteil Keldung ist einer von fünf Ortsbezirken, die per Hauptsatzung in Münstermaifeld gebildet wurden. Die Wahl eines Ortsbeirats ist nicht vorgesehen.

### Ortsvorsteher
Klaus Müller ist seit dem 5. September 2019 Ortsvorsteher. Gewählt wurde er für die erste fünfjährige Amtszeit durch den Stadtrat, da bei der Direktwahl am 26. Mai 2019 kein Bewerber angetreten war.
Bei den Kommunalwahlen am 9. Juni 2024 stand Müller als einziger Kandidat zur Direktwahl. Er erhielt 88,0 % der Stimmen und wurde somit für fünf weitere Jahre gewählt. Unterstützt wird er von zwei stellvertretenden Ortsvorstehern, die nicht direkt, sondern durch den Stadtrat von Münstermaifeld gewählt werden.
Müllers Vorgänger Hans Röser hatte das Amt im Juli 2014 von Herbert Geiermann übernommen.

## Infrastruktur und Kulturelles

### Öffentlicher Personennahverkehr
Keldung ist durch zwei Buslinien der Verkehrsbetriebe Mittelrhein an den ÖPNV angebunden. Hierdurch können ohne Umstieg unter anderem die Stadt Polch (Sitz der zuständigen Verbandsgemeindeverwaltung), Treis-Karden an der Mosel und verschiedene Bahnhöfe an der Moselstrecke erreicht werden.
- Buslinie 364

Münstermaifeld – Wierschem – Pillig – Polch
- Buslinie 744

Keldung – Münstermaifeld – Moselkern – Treis-Karden

### Vereine
- St.Sebastianus-Schützenbruderschaft Keldung 1888 e. V.
- Dorfgemeinschaft Keldung e. V.
- Möhnenverein Keldung
- Spielmannszug Wierschem-Keldung

### Jährliche Veranstaltungen
- Grillhüttenfest
- Schützenfest
- Tanz in den Mai
- Königsschießen
- Kirmes
- St. Martins Umzug
- Winterball

### Freiwillige Feuerwehr
Die Freiwillige Feuerwehr Keldung besteht seit dem Jahr 1861. Hierzu wurde ein kleines "Spritzenhaus" zur Unterstellung der Feuerwehrspritze nahe des Friedhofs errichtet.
Im Jahr 1989 wurde nach dreijähriger Bauzeit das aktuelle, in Eigenleistung errichtete, Feuerwehrgerätehaus eingesegnet.
Die heutige Löschgruppe „Keldung/Wierschem“ wurde Anfang 2024 aus den bis dahin selbständigen Löschgruppen Keldung und Wierschem gebildet. Unter anderem ist sie mit einem All Terrain Vehicle zur Menschenrettung von schlecht anzufahrenden Wegen wie den umliegenden Traumpfaden ausgestattet. So ist der Aufbau mit Trage versehen, kann aber blitzschnell gegen Wassertank, Pumpe und Schläuche für kleinere Brände getauscht werden.
Die Löschgruppe gehört, ebenso wie der für Keldung zuständige Löschzug der Stadt Münstermaifeld (Stützpunktwehr), der Freiwilligen Feuerwehr VG Maifeld an.

## Naturschutzgebiete
Innerhalb der Keldunger Gemarkung zählen die Täler des Elzbach, Wierschemer Bach und Wallebach zum international geschützten Natura 2000-Netz.
Zudem liegt die gesamte Gemarkung im Landschaftsschutzgebiet „Moselgebiet von Schweich bis Koblenz“.

## Sehenswürdigkeiten
- Katholische Kapelle St. Stephan; Chor 1707, Saal 1832, Architekt Ferdinand Nebel, Koblenz; Gesamtanlage mit Friedhof
- Friedhofsarchitektur; Kriegerdenkmal; zehn Grabsteine, wohl aus dem 19. Jahrhundert
- Brunnen; Schwengelpumpe, Gusseisen, 19. Jahrhundert
- Einer der ganz wenigen Aussichtspunkte auf die versteckt liegende Burg Eltz